# Hal
Hal je ime, okrajšava lastnega imena ali vzdevek za ime Harold. Ime je germanskega izvora, pomeni pa 'močan borec' ali 'varuh vojske'. Različica imena je vključno s Haroldom priljubljeno angleško osebno ime. Ime nosijo tudi številni znani ljudje, knjižni, filmski ali televizijski liki, kar prispeva k njegovi razširjenosti in prepoznavnosti. Osebno ime se kulturno povezuje z lastnostmi, kot so moč, zaščita in intelekt.
Najbolj prepoznavna uporaba imena Hal je v znanstvenofantastičnem filmu 2001: Odiseja v vesolju režiserja Stanleya Kubricka, kjer ključno vlogo igra računalniški sistem HAL 9000. Ime lika je sicer kratica za Heuristically Programmed Algorithmic Computer (slovensko hevristično programiran algoritemski računalnik).